# 叶夫帕托里亚
叶夫帕托里亚（羅馬化：Yevpatoriia，發音：[jeu̯pɐˈtɔrʲijɐ] ⓘ）是烏克蘭克里米亞自治共和國叶夫帕托里亚区的城市，為半島西岸的重要港口城市之一，2014年俄羅斯吞併克里米亞後由俄罗斯控制，為其治下的克里米亞共和國之直辖市。

## 历史
公元前5世纪希腊人就在此设立定居点。公元前1世纪克里米亚的统治者为本都国王米特里达梯六世，他的中姓，随后则演变成了这座城市现代的名称。公元7世纪至10世纪为可萨人定居点。之后则先后归属于钦察、蒙古人和克里米亚汗国。1478到1485年之间，曾短暂被奥斯曼帝国统治。1783年被俄罗斯帝国控制。1854年，在克里米亚战争时期被英、法、土军占领。1825年亚当·密茨凯维奇曾来此访问写了“克里米亚十四行诗”，后来经米哈伊尔·莱蒙托夫翻译为俄文。城市有海滨浴场。
2014年克里米亞危機后俄罗斯军事占领此地并宣称拥有主权，不获联合国及世界多数国家承认。